# Szymon Goldberg (wokalista)
Szymon Goldberg (właśc. Marcin Szymkowiak, ur. 8 kwietnia 1973 w Gdyni) – polski wokalista rockowy, kompozytor, artysta plastyk. Absolwent Akademii Sztuk Pięknych w Poznaniu oraz Państwowego Liceum Sztuk Plastycznych w Gdyni-Orłowie
Zaczynał grając na perkusji w zespołach punkrockowych i metalowych. W 1990 roku został perkusistą, a następnie wokalistą grupy Vulpequla, którą założył wraz z gitarzystą Mariuszem Szymańskim. Zespół początkowo reprezentował nurt grind core'owy, później zwrócił się w stronę industrialnej odmiany metalu. Jego twórczość doceniły zachodnie fanziny oraz krajowy Thrash'em All. W ostatnim okresie istnienia Vulpequla odeszła od ekstremalnej muzyki metalowej, a w roku 1995 zawiesiła działalność. W 1997 roku Goldberg wraz z gitarzystą Marcinem Bielawskim oraz basistą Markiem Ostrowskim założył swój własny zespół Helicobacter, z którym był związany przez dziewięć lat. Pełnił w nim rolę wokalisty, autora tekstów, producenta nagrań oraz sprawował pieczę nad jego medialnym wizerunkiem. Zespół często zmieniał skład i eksperymentował mieszając ze sobą różne style muzyczne. W późniejszym okresie działalności, gdy do zespołu dołączył Bartłomiej Matynia i Daniel Rusnak, skład ustabilizował się na tyle, by Helicobacter mógł regularnie koncertować. Zespół Goldberga w owym czasie był laureatem wielu festiwali, a jego twórczość docenił Piotr Kaczkowski umieszczając utwór „Kwiaty i nóż” na składance Minimax III. W 2006 roku Szymon przeprowadził się do Krakowa, by związać się z zespołem Püdelsi, z którym nagrał dwie płyty: „Zen” (2006) i „Madame Castro” (2008).
W 2010 roku odszedł z Püdelsów, zastąpił go Piotr Foreman.
Szymon Goldberg zajmuje się także sztukami pięknymi, a w szczególności fotografią. Brał udział w wielu krajowych wystawach fotograficznych oraz reprezentował Polskę na Festiwalu Młodych Artystów Państw Nadbałtyckich Artgenda w Sztokholmie.